# Matthew Etherington
Matthew Etherington (ur. 14 sierpnia 1981 roku w Truro)  angielski piłkarz, występujący na pozycji lewego pomocnika. Aktualnie gra w zespole Stoke City.

## Kariera klubowa

### Peterborough United
W 1996 roku Matthew Etherington zaczął grać dla pierwszego klubu w swojej karierze piłkarskiej. Tą drużyną był Peterborough United. Zadebiutował w tym klubie 3 maja 1997 roku w zwycięskim 2:1 meczu przeciwko Brentford. Miał wówczas 15 lat i 262 dni. W Peterborough rozegrał 51 spotkań, w których strzelił 6 bramek.

### Tottenham Hotspur
W 2000 roku Matthew zmienił barwy klubowe z Peterborough na Tottenham Hotspur. Już rok później został wypożyczony do innego klubu z Anglii - Bradford City. W Tottenhamie Etherington wystąpił w 45 spotkaniach, w których tylko raz wpisał się na listę strzelców.

### West Ham United
W 2003 roku Matthew Etherington zdecydował się przejść do innego klubu i podpisał kontrakt z West Hamem United. Dla popularnych "Młotów" rozegrał już ponad 100 meczów. Już w pierwszym sezonie pobytu na Boleyn Ground został wybrany najlepszym piłkarzem roku w swojej drużynie.

### Stoke City
8 stycznia 2009 roku Anglik odszedł z West Hamu i podpisał kontrakt ze Stoke City. Kwota transferu wynosiła dwa miliony funtów.